# Deponie Hannover

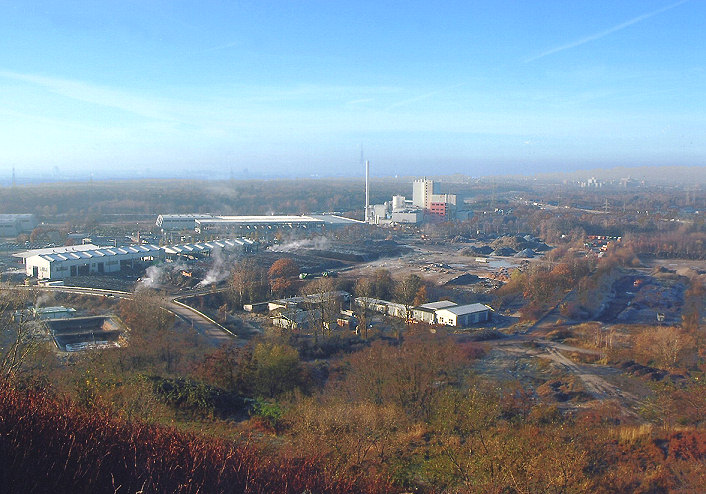
Blick auf die Deponie im Altwarmbüchener Moor

Die Deponie Hannover ist eine von drei durch den Zweckverband Abfallwirtschaft Region Hannover (Aha) betriebenen Mülldeponien. Sie befindet sich im hannoverschen Stadtteil Lahe und wurde 1937 von der Stadt Hannover als Zentraldeponie Altwarmbüchener Moor angelegt. Der bis 1982 aufgeschüttete Nordberg wird im Volksmund als Monte Müllo bezeichnet. Mit einer Höhe von 121 m ü. NN ist der Berg vor dem natürlichen Kronsberg mit 118 m Höhe die höchste Erhebung im Stadtgebiet, wobei diese Höhe aufgrund der natürlichen Senkungen einer Deponie nicht gesichert ist.

## Geschichte

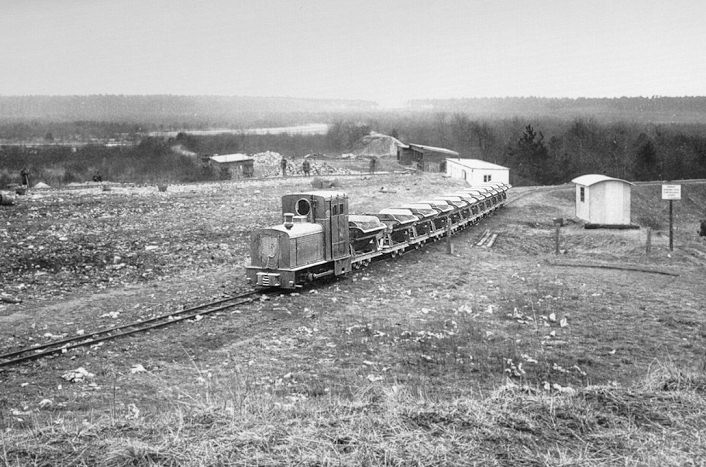
Müllberg zu Entstehungsbeginn mit Feldbahn

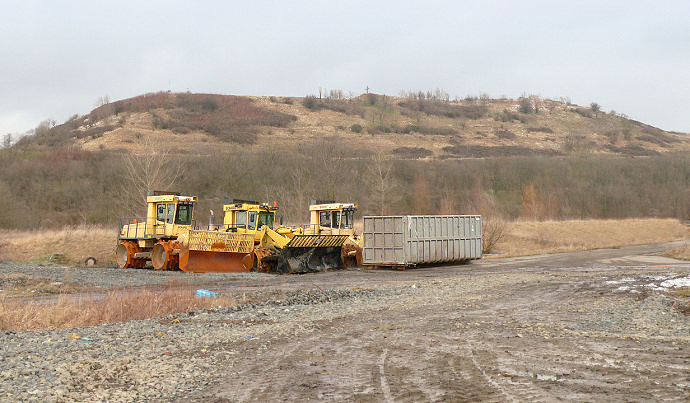
Nordberg, davor frühere Müllverdichtungsfahrzeuge des seit 1982 geschlossenen Deponieberges

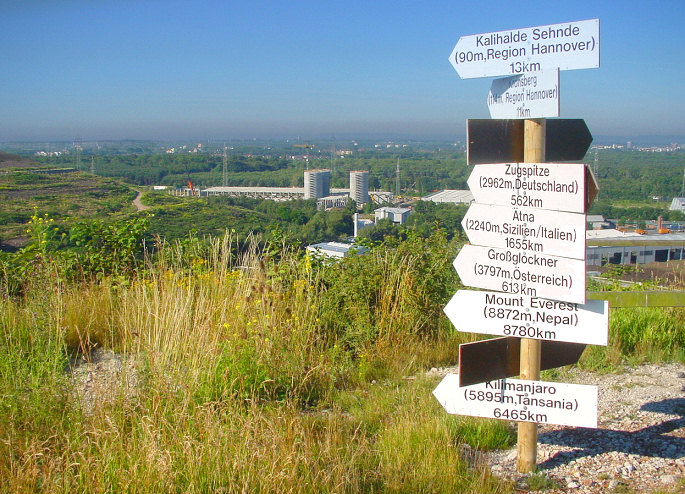
Aussicht von der Bergspitze mit Gipfelschildern etwa 2005

Die Zentraldeponie entstand 1937 nahe dem Dorf Lahe nordöstlich von Hannover. Sie ersetzte drei Deponien im Stadtgebiet von Hannover: An der Constantinstraße in der List, An der Breiten Wiese zwischen Kleefeld und Misburg sowie in der Steintormasch an der alten Leine in der Nähe des Großen Gartens. Die Deponie liegt im Altwarmbüchener Moor, einem Hochmoor von etwa 15 km² Fläche, das damals als wirtschaftlich nicht nutzbares Ödland angesehen wurde. Dort wurde beim Bau des Mittellandkanals 1913–23 der Bodenaushub abgelagert. Auf diesem festen, aber keineswegs sicheren Untergrund entstand der erste zentrale Müllabladeplatz Hannovers.
Da das feuchte Moor von den schweren Müllwagen nicht befahrbar war, wurde am Rande der Deponie eine Müllumladestation eingerichtet. Nach dem Abkippen aus den Müllfahrzeugen wurde der Abfall mit einer Feldbahn auf den entstehenden Müllberg gefahren.
Später entstanden befestigte Wege, so dass Müllfahrzeuge bis auf den Berg hinauf fahren konnten. In den 1960er Jahren wuchs der Berg jedes Jahr 30 m weiter ins Moor hinein. Zu dieser Zeit waren brennende Gaswolken und Schwelbrände an der Tagesordnung und es gab einmal eine Explosion durch Deponiegase.
Ab 1972 wurde nicht mehr einfach nur abgekippt, sondern ein geordneter Deponiebetrieb durchgeführt. Der Müll wurde in Schichten eingebaut und die Seiten wurden mit Erdwällen versehen im Hinblick auf eine spätere Rekultivierung. Nach 45 Jahren Müllablagerung wurde der Nordberg 1982 geschlossen und begrünt. Der Nordberg liegt auf 58 m ü. NN und ist rund 65 m hoch. Auf dem Deponiegelände gibt es seit 1982 noch einen zweiten, niedrigeren Müllberg mit 110 m Höhe, gebildet durch den Südkörper dessen Untergrund nach modernen technischen Standards wesentlich besser gesichert ist als der alte Müllberg von 1937. Der Südgipfel liegt etwa einen halben Kilometer südlich des Nordgipfels. Der Südkörper geht nach Nordosten hin in den kleinen Ostkörper über. Seit 2011 wird der Nordberg in drei Bauabschnitten rekultiviert. Der Abschluss erfolgte Ende 2017, so dass nun Wasser, Boden und Luft im Gebiet des Altkörpers ausreichend geschützt sind.
Seit dem 1. Juni 2005 wurde auf der Mülldeponie Lahe nur noch solches Material eingelagert, das nahezu keine organischen Bestandteile mehr enthält. Grund dafür ist die Deponieverordnung vom 14. Mai 1993 die verlangt, dass unvorbehandelte Abfälle nicht mehr deponiert werden dürfen. Seitdem werden wird der Müll der Region Hannover mechanisch vorbehandelt, der grobe Anteil ist heizwertreicher und wird der Müllverbrennung zugeführt, der Feinanteil wird biologisch behandelt und auf der Deponie Wunstorf-Kolenfeld eingelagert.
2019 wurden Planungen von Aha bekannt, den litauischen Pavillon der Expo 2000 auf dem Berg aufzubauen, um die Bewerbung Hannovers als Kulturhauptstadt im Jahr 2025 zu unterstützen. Als Förderer will sich der Drogerieunternehmer Dirk Roßmann einbringen.

## Besichtigungen
Ein Besuch des Abfallbehandlungszentrum in Lahe ist regelmäßig am Entdeckertag der Region Hannover möglich. An diesem Tag wird Besuchern ein Rahmenprogramm geboten mit Besichtigung und Besteigung des Berges, Auftritten von Musikgruppen und verschiedenen Aktivitäten für Kinder. Auf der Bergspitze stehen ein Gipfelkreuz. Am Entdeckertag besichtigen mehrere tausend Besucher das Deponiegelände. Im Zeitraum von März bis November werden Führungen über das Gelände des Abfallbehandlungszentrum angeboten.